# Petersdorf, Feldbach
Petersdorf là một đô thị thuộc huyện Feldbach trong bang Steiermark, nước Áo. Đô thị Petersdorf, Feldbach có diện tích 11,09 km², dân số cuối năm 2005 là 362 người.